# Перхулі
Перхулі (груз. ფერხული), також перхісу або перхісулі — грузинський народний танець, переважно чоловічий, належить до хороводних танців. Один із найдавніших грузинських танців.
У Грузії відомо близько 20 видів перхулі, серед яких можна особливо відзначити багатоярусний перхулі, також відомий під назвами «орсартула» та «земкрело». Найбільш давні види перхулі збереглися у Сванетії.
Зазвичай виконується у супроводі хору. У процесі виконання темп перхулі змінюється від повільного до дуже швидкого. Музичний розмір перхулі — 3/4 або 4/4.
За старих часів виконання перхулі поєднувалося з представленням народного театру масок берікаоба.
25 березня 2013 року танець перхулі був включений до списку нематеріальної культурної спадщини Грузії.

## Піджанри
У Грузії поширені два піджанри перхулі — культові та танцювальні. Культові перхулі виконувалися під час весільних та похоронних обрядів, а також на святах, присвячених язичницьким божествам. Зображення танцюристів у масках, що виконують перхулі, знайдено на срібній чаші 2 тисячоліття до нашої ери, виявленої під час розкопок Тріалеті. На думку вчених, цей танець присвячений сванському мисливському божеству Далі. У східних районах країни цей піджанр зберігся до XX століття. Перхулі цього піджанру зазвичай трьохдольні і мають синкопованний ритмічний малюнок.
Танцювальні перхулі дводольні і мають квадратну структуру (у той час як для культових перхулі квадратна структура є ознакою пізнього нашарування). Також для них характерне інтонаційне та ритмічне варіювання мелодії та послідовність хореїчної та ямбічної ритмічних фігур.